# Melissodes tribas
Melissodes tribas är en biart som beskrevs av Laberge 1961. Melissodes tribas ingår i släktet Melissodes och familjen långtungebin. Inga underarter finns listade i Catalogue of Life.